# Morti nel 2016/Settembre
| Questa pagina contiene informazioni ricavate automaticamente dalle voci biografiche con l'ausilio del template Bio e di un bot. L'aggiornamento è periodico e automatico e ricostruisce completamente la pagina. Se manca una persona in questa lista, sei pregato di non aggiungerla, ma accertati piuttosto che la sua voce biografica contenga il template Bio e che i dati anagrafici siano correttamente compilati. Se il template Bio manca, inseriscilo tu stesso o, in alternativa, metti l'avviso {{tmp\|Bio}} che ne segnala la mancanza. Se i dati riportati sono sbagliati, correggi direttamente la voce biografica; le modifiche saranno visibili in questa lista entro pochi giorni. Per chiarimenti vedi il progetto biografie. La lista contiene solo le 192 persone che sono citate nell'enciclopedia e per le quali è stato implementato correttamente il template Bio. Pagina aggiornata al 18 ago 2025. |

- 1º settembre - Claudia Butenuth, attrice tedesca (n. 1945)
- 1º settembre - Kerson Huang, fisico e traduttore cinese (n. 1928)
- 1º settembre - Emilio Pianezzola, latinista italiano (n. 1935)
- 1º settembre - Jon Polito, attore statunitense (n. 1950)
- 1º settembre - Vinicio Sabbatini, calciatore italiano (n. 1925)
- 1º settembre - Mirko Tiepolo, ciclista su strada e ciclocrossista italiano (n. 1922)
- 2 settembre - Jerry Heller, manager e produttore discografico statunitense (n. 1940)
- 2 settembre - Islom Karimov, politico uzbeko (n. 1938)
- 2 settembre - Paul Müller, attore svizzero (n. 1923)
- 2 settembre - Emilio Prini, artista italiano (n. 1943)
- 2 settembre - Antonina Seredina, canoista sovietica (n. 1929)
- 2 settembre - Daniel Willems, ciclista su strada e dirigente sportivo belga (n. 1956)
- 2 settembre - Eileen Younghusband, militare inglese (n. 1921)
- 3 settembre - Maria Isabel Barreno, scrittrice portoghese (n. 1939)
- 3 settembre - Miguel Ángel Bustillo, calciatore spagnolo (n. 1946)
- 3 settembre - Leslie H. Martinson, regista e giornalista statunitense (n. 1915)
- 3 settembre - Jan Nilsen, calciatore norvegese (n. 1937)
- 3 settembre - Claudio Olinto de Carvalho, calciatore e allenatore di calcio brasiliano (n. 1942)
- 3 settembre - Jean-Christophe Yoccoz, matematico francese (n. 1957)
- 4 settembre - Ralph Goings, pittore statunitense (n. 1928)
- 4 settembre - Zvonko Ivezić, allenatore di calcio e calciatore jugoslavo (n. 1947)
- 4 settembre - Klaus Katzur, nuotatore tedesco orientale (n. 1943)
- 4 settembre - Novella Nikolaevna Matveeva, poetessa e cantautrice sovietica (n. 1934)
- 5 settembre - Gilbert Chapron, pugile francese (n. 1933)
- 5 settembre - Carlo D'Angiò, cantautore italiano (n. 1946)
- 5 settembre - George McLeod, calciatore scozzese (n. 1932)
- 5 settembre - Hugh O'Brian, attore statunitense (n. 1925)
- 5 settembre - Sergio Renda, cantante, attore e doppiatore italiano (n. 1926)
- 5 settembre - Phyllis Schlafly, scrittrice e politica statunitense (n. 1924)
- 6 settembre - Pavel Osipovič Chomskij, regista sovietico (n. 1925)
- 6 settembre - James A. Keller, insegnante, filosofo e teologo statunitense (n. 1939)
- 6 settembre - Bobby Martin, arrangiatore, compositore e produttore discografico statunitense (n. 1930)
- 6 settembre - Bruno Pianta, etnomusicologo e musicista italiano (n. 1943)
- 6 settembre - Bernard Planque, cestista francese (n. 1932)
- 6 settembre - Alessandro Vannucchi, generale italiano (n. 1933)
- 7 settembre - Bobby Chacon, pugile statunitense (n. 1951)
- 7 settembre - Maria Costa, poetessa italiana (n. 1926)
- 7 settembre - Ennio Di Nolfo, storico e politologo italiano (n. 1930)
- 7 settembre - Massimo Felisatti, regista, sceneggiatore e scrittore italiano (n. 1932)
- 7 settembre - Memmo Foresi, cantautore, compositore e produttore discografico italiano (n. 1942)
- 7 settembre - Joseph Keller, matematico statunitense (n. 1923)
- 7 settembre - Piet J. Kroonenberg, storico e scrittore olandese (n. 1927)
- 7 settembre - Norbert Schemansky, sollevatore statunitense (n. 1924)
- 8 settembre - Prince Buster, cantautore giamaicano (n. 1938)
- 8 settembre - Mimmo Craig, attore e doppiatore italiano (n. 1925)
- 8 settembre - Hazel Douglas, attrice britannica (n. 1923)
- 8 settembre - Maurizio Musolino, giornalista, scrittore e politico italiano (n. 1964)
- 8 settembre - Dragiša Pešić, politico montenegrino (n. 1954)
- 8 settembre - Roman Romančuk, pugile ucraino (n. 1979)
- 8 settembre - The Lady Chablis, attrice, scrittrice e cantante statunitense (n. 1957)
- 9 settembre - Mahamadou Cissé, regista maliano (n. 1951)
- 9 settembre - Sabina Maria Cuneo, fotografa e etnografa italiana (n. 1956)
- 9 settembre - Ferdinando Ghelli, architetto, scenografo e costumista italiano (n. 1920)
- 9 settembre - Antonio Nuzzi, arcivescovo cattolico italiano (n. 1926)
- 9 settembre - Mario Spezi, giornalista e scrittore italiano (n. 1945)
- 9 settembre - James Stacy, attore statunitense (n. 1936)
- 10 settembre - Giuliano Carnimeo, regista e sceneggiatore italiano (n. 1932)
- 10 settembre - Jutta Limbach, giurista e politica tedesca (n. 1934)
- 11 settembre - Alexis Arquette, attrice statunitense (n. 1969)
- 11 settembre - Nel'son Davidjan, lottatore sovietico (n. 1950)
- 11 settembre - Ben Idrissa Derme, calciatore burkinabé (n. 1982)
- 12 settembre - Ali Javan, fisico e inventore iraniano (n. 1926)
- 12 settembre - Celso Posio, calciatore italiano (n. 1931)
- 13 settembre - Artem Bezrodnyj, calciatore ucraino (n. 1979)
- 13 settembre - Ottavio Bugatti, allenatore di calcio e calciatore italiano (n. 1928)
- 13 settembre - Jack Hofsiss, regista teatrale statunitense (n. 1950)
- 13 settembre - Ermanno Rea, scrittore, giornalista e fotoreporter italiano (n. 1927)
- 14 settembre - Valerij Abramov, mezzofondista sovietico (n. 1956)
- 14 settembre - Don Buchla, inventore statunitense (n. 1937)
- 15 settembre - Luciano D'Alessandro, fotografo e giornalista italiano (n. 1933)
- 15 settembre - Giancarlo Iliprandi, designer e grafico italiano (n. 1925)
- 15 settembre - Arrigo Lora Totino, artista e poeta italiano (n. 1928)
- 15 settembre - Rose Mofford, politica statunitense (n. 1922)
- 15 settembre - Deborah S. Jin, fisica statunitense (n. 1968)
- 16 settembre - Tarik Akan, attore e produttore cinematografico turco (n. 1949)
- 16 settembre - Edward Albee, drammaturgo statunitense (n. 1928)
- 16 settembre - Gabriele Amorth, presbitero, scrittore e partigiano italiano (n. 1925)
- 16 settembre - Carlo Azeglio Ciampi, politico, economista e banchiere italiano (n. 1920)
- 16 settembre - Lev Izrailevič Cucul'kovskij, regista sovietico (n. 1926)
- 16 settembre - Teodoro González de León, architetto e pittore messicano (n. 1926)
- 16 settembre - Dieter Hoffmann, pesista tedesco (n. 1941)
- 16 settembre - W. P. Kinsella, scrittore e anglista canadese (n. 1935)
- 16 settembre - António Mascarenhas Monteiro, politico capoverdiano (n. 1944)
- 16 settembre - Riccardo Triglia, politico italiano (n. 1937)
- 17 settembre - Theodore Wilbur Anderson, statistico statunitense (n. 1918)
- 17 settembre - Charmian Carr, attrice statunitense (n. 1942)
- 17 settembre - C. Martin Croker, animatore e doppiatore statunitense (n. 1962)
- 17 settembre - Bahman Golbarnezhad, paraciclista, sollevatore e militare iraniano (n. 1968)
- 17 settembre - Rune Larsson, ostacolista e velocista svedese (n. 1924)
- 17 settembre - Hans Mühlethaler, scrittore e drammaturgo svizzero (n. 1930)
- 17 settembre - Sigge Parling, calciatore svedese (n. 1930)
- 17 settembre - Toimi Pitkänen, canottiere finlandese (n. 1928)
- 17 settembre - Severino Santiapichi, magistrato e scrittore italiano (n. 1926)
- 17 settembre - Rolf Peter Sieferle, storico tedesco (n. 1949)
- 18 settembre - Marco Conti, politico e giornalista italiano (n. 1934)
- 18 settembre - David Kyle, scrittore statunitense (n. 1919)
- 18 settembre - Moise Rahmani, scrittore e pubblicista belga (n. 1944)
- 18 settembre - Wolfhart Zimmermann, fisico tedesco (n. 1928)
- 19 settembre - Bobby Breen, attore e cantante canadese (n. 1927)
- 19 settembre - Jurij Korablin, politico, imprenditore e dirigente sportivo russo (n. 1960)
- 19 settembre - Zerka T. Moreno, psicoterapeuta olandese (n. 1917)
- 19 settembre - Marijan Pasarić, allenatore di pallacanestro jugoslavo (n. 1932)
- 19 settembre - Annie Pootoogook, artista canadese (n. 1969)
- 19 settembre - Boris Trachtenbrot, matematico israeliano (n. 1921)
- 20 settembre - Bill Barrett, politico statunitense (n. 1929)
- 20 settembre - Alberto de Jesús Benítez, calciatore argentino (n. 1951)
- 20 settembre - Alan Cousin, calciatore scozzese (n. 1938)
- 20 settembre - Guido Di Fidio, scultore e incisore italiano (n. 1924)
- 20 settembre - Peter Leo Gerety, arcivescovo cattolico statunitense (n. 1912)
- 20 settembre - Erwin Hahn, fisico statunitense (n. 1921)
- 20 settembre - Curtis Hanson, regista, sceneggiatore e produttore cinematografico statunitense (n. 1945)
- 20 settembre - Luigi Pierini, presbitero italiano (n. 1932)
- 20 settembre - Victor Scheinman, ingegnere e imprenditore statunitense (n. 1942)
- 21 settembre - Giuseppe Drago, politico e medico italiano (n. 1955)
- 21 settembre - Ragnar Hvidsten, calciatore norvegese (n. 1926)
- 21 settembre - Plinio Pinna Pintor, cardiologo, imprenditore e partigiano italiano (n. 1921)
- 21 settembre - Tandra Quinn, attrice statunitense (n. 1931)
- 21 settembre - Kalervo Rauhala, lottatore finlandese (n. 1930)
- 21 settembre - Jack Rawlings, calciatore inglese (n. 1923)
- 21 settembre - Shawty Lo, rapper statunitense (n. 1976)
- 22 settembre - Onofrio Carruba, linguista e orientalista italiano (n. 1930)
- 22 settembre - Edgar Mrugalla, pittore tedesco (n. 1938)
- 22 settembre - Irina Rakobol'skaja, fisico sovietica (n. 1919)
- 22 settembre - Gian Luigi Rondi, critico cinematografico italiano (n. 1921)
- 23 settembre - Marcel Artélésa, calciatore francese (n. 1938)
- 23 settembre - Yngve Brodd, allenatore di calcio e calciatore svedese (n. 1930)
- 23 settembre - Fern Buchner, truccatrice e costumista statunitense (n. 1929)
- 23 settembre - Mario Caraffini, politico italiano (n. 1926)
- 23 settembre - Frances Dafoe, pattinatrice artistica su ghiaccio canadese (n. 1929)
- 23 settembre - Libereso Guglielmi, botanico italiano (n. 1925)
- 23 settembre - Max Mannheimer, scrittore ceco (n. 1920)
- 23 settembre - Michel Rousseau, pistard francese (n. 1936)
- 24 settembre - Buckwheat Zydeco, fisarmonicista statunitense (n. 1947)
- 24 settembre - Mel Charles, calciatore gallese (n. 1935)
- 24 settembre - Franco Ferrari, dirigente sportivo, allenatore di calcio e calciatore italiano (n. 1946)
- 24 settembre - Bill Mollison, biologo, agronomo e naturalista australiano (n. 1928)
- 24 settembre - Bill Nunn, attore statunitense (n. 1953)
- 24 settembre - Zdeněk Procházka, calciatore cecoslovacco (n. 1928)
- 24 settembre - Vincenzo Speziali, politico italiano (n. 1931)
- 25 settembre - Henning Enoksen, calciatore danese (n. 1935)
- 25 settembre - Nahed Hattar, scrittore e giornalista giordano (n. 1960)
- 25 settembre - Hans Korte, attore e doppiatore tedesco (n. 1929)
- 25 settembre - René Marsiglia, allenatore di calcio, dirigente sportivo e calciatore francese (n. 1959)
- 25 settembre - Giancarlo Mezzalira, calciatore italiano (n. 1936)
- 25 settembre - David Padilla Arancibia, politico e generale boliviano (n. 1927)
- 25 settembre - Arnold Palmer, golfista statunitense (n. 1929)
- 25 settembre - Kashif, musicista, cantautore e produttore discografico statunitense (n. 1956)
- 25 settembre - Jean Shepard, cantante statunitense (n. 1933)
- 25 settembre - Rod Temperton, cantautore, compositore e produttore discografico inglese (n. 1949)
- 26 settembre - Don Brothwell, archeologo britannico (n. 1933)
- 26 settembre - Pavel Bucur, scultore romeno (n. 1945)
- 26 settembre - Marcel Béziers, cestista e allenatore di pallacanestro francese (n. 1920)
- 26 settembre - Giambattista Capretti, pugile italiano (n. 1946)
- 26 settembre - Jack Cotton, cestista e allenatore di pallacanestro statunitense (n. 1924)
- 26 settembre - Mark Dvoretskij, scacchista e scrittore russo (n. 1947)
- 26 settembre - Giacomo Fornoni, ciclista su strada e pistard italiano (n. 1939)
- 26 settembre - Hans Hoffmeister, pallanuotista tedesco (n. 1936)
- 26 settembre - Lee Kwang-jong, calciatore e allenatore di calcio sudcoreano (n. 1964)
- 26 settembre - Herschell Gordon Lewis, regista e produttore cinematografico statunitense (n. 1926)
- 26 settembre - Guillermo Martínez González, poeta, saggista e editore colombiano (n. 1952)
- 26 settembre - Walter Nones, circense e direttore artistico italiano (n. 1934)
- 26 settembre - Ioan Gyuri Pascu, cantante, attore e comico rumeno (n. 1961)
- 27 settembre - David Hahn, inventore statunitense (n. 1978)
- 27 settembre - Graham Hawkins, allenatore di calcio e calciatore inglese (n. 1946)
- 27 settembre - Jean-Louis Ravelomanantsoa, velocista malgascio (n. 1943)
- 28 settembre - Hildor Arnold Barton, storico statunitense (n. 1929)
- 28 settembre - Manfred A. Biondi, fisico statunitense (n. 1924)
- 28 settembre - Simone Carella, regista teatrale italiano (n. 1946)
- 28 settembre - Randy Duncan, giocatore di football americano statunitense (n. 1937)
- 28 settembre - Werner Friese, calciatore e allenatore di calcio tedesco orientale (n. 1946)
- 28 settembre - Gary Glasberg, scrittore e produttore televisivo statunitense (n. 1966)
- 28 settembre - Gloria Naylor, scrittrice statunitense (n. 1950)
- 28 settembre - Agnes Nixon, autrice televisiva e produttrice televisiva statunitense (n. 1922)
- 28 settembre - Shimon Peres, politico israeliano (n. 1923)
- 28 settembre - Manlio Vineis, politico italiano (n. 1928)
- 29 settembre - Jan Blažek, cestista cecoslovacco (n. 1947)
- 29 settembre - Miriam Defensor-Santiago, politica, avvocata e giudice filippina (n. 1945)
- 29 settembre - Gilles Dubé, hockeista su ghiaccio e allenatore di hockey su ghiaccio canadese (n. 1927)
- 29 settembre - Ann Emery, attrice, cantante e ballerina inglese (n. 1930)
- 29 settembre - Michele Forte, politico italiano (n. 1938)
- 29 settembre - Nemer Hammad, diplomatico e giornalista palestinese (n. 1941)
- 29 settembre - Herbert Martin, calciatore tedesco (n. 1925)
- 29 settembre - Duilio Santarosa, calciatore italiano (n. 1923)
- 29 settembre - Laura Troschel, attrice e cantante italiana (n. 1944)
- 29 settembre - Amparo Valle, attrice e regista teatrale spagnola (n. 1937)
- 29 settembre - Joseph Velly, ciclista su strada francese (n. 1938)
- 30 settembre - George Barris, fotografo statunitense (n. 1922)
- 30 settembre - Ted Benoit, fumettista francese (n. 1947)
- 30 settembre - Bernardo Caprotti, imprenditore italiano (n. 1925)
- 30 settembre - Arthur Harnden, velocista statunitense (n. 1924)
- 30 settembre - Mike Towell, pugile britannico (n. 1991)
- 30 settembre - Hanoi Hannah, conduttrice radiofonica vietnamita (n. 1931)